# Gensungen
Gensungen ist der mit mehr als 3000 Einwohnern der bevölkerungsmäßig größte Stadtteil von Felsberg im nordhessischen Schwalm-Eder-Kreis.

## Geographie
Der Ort liegt südöstlich der Kernstadt Felsberg am gegenüberliegenden rechten Ufer der Eder. Die Gemarkung von Gensungen umfasst eine Fläche von 9,98 Quadratkilometern.

## Geschichte

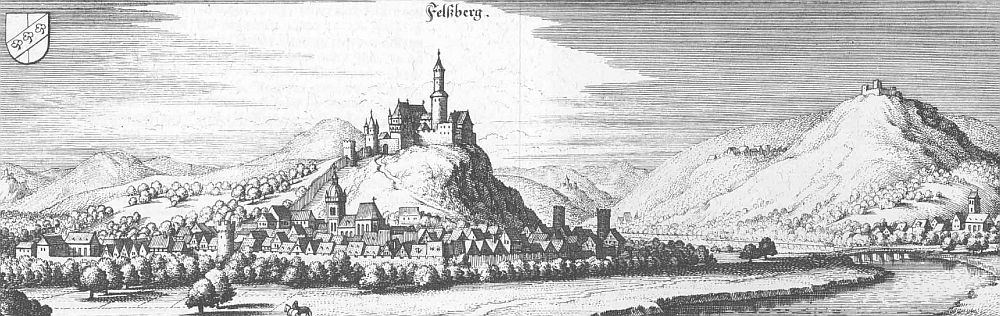
Gensungen mit der Ederbrücke (ganz rechts), Felsberg (Mitte), Heiligenberg (rechts), Kartause Eppenberg (rechts hinten) – Auszug aus der Topographia Hassiae von Matthäus Merian dem Jüngeren 1655

Die älteste bekannte schriftliche Erwähnung von Gensungen findet sich im um das Jahr 1160 entstandenen Codex Eberhardi unter dem Namen „Gensingen“ und bezieht sich auf den Zeitraum von 802 bis 817 und im Mainzer Urkundenbuch im Jahr 1085.
Während der Zeit des napoleonischen Königreichs Westphalen (1807–1813) war Gensungen Verwaltungssitz des Kantons Gensungen.
Ab 1554 wurde nach einer staatlichen Konzession vom damaligen Landgrafen Philipp I. unterhalb des Heiligenbergs Kohlebergbau betrieben, der wesentliche Abbau fand Anfang des 20. Jahrhunderts statt und endete 1953.
Hessische Gebietsreform (1970–1977)
Zum 1. Februar 1971 wurden im Zuge der Gebietsreform in Hessen die bis dahin selbständigen Gemeinden Hesserode und Heßlar auf freiwilliger Basis nach Gensungen eingegliedert. Zum 31. Dezember 1971 kamen auch noch Beuern und am 1. April 1972 Melgershausen hinzu.  Dazu siehe auch Großgemeinde Gensungen.
Zum 1. Januar 1974 wurde die Gemeinde Gensungen kraft Landesgesetz mit den Gemeinden Brunslar, Helmshausen, Hilgershausen und Rhünda sowie der Stadt Felsberg zur erweiterten Stadt Felsberg zusammengeschlossen. Für alle nach Felsberg eingegliederten ehemals eigenständigen Gemeinden wurden Ortsbezirke mit Ortsbeirat und Ortsvorsteher nach der Hessischen Gemeindeordnung gebildet.

## Bevölkerung
Einwohnerstruktur 2011
Nach den Erhebungen des Zensus 2011 lebten am Stichtag, dem 9. Mai 2011 in Gensungen 3943 Einwohner. Darunter waren 150 (3,8 %) Ausländer.
Nach dem Lebensalter waren 450 Einwohner unter 18 Jahren, 1037 zwischen 18 und 49, 648 zwischen 50 und 64 und 711 Einwohner waren älter. Die Einwohner lebten in 1308 Haushalten. Davon waren 384 Singlehaushalte, 429 Paare ohne Kinder und 357 Paare mit Kindern, sowie 108 Alleinerziehende und 30 Wohngemeinschaften. In 357 Haushalten lebten ausschließlich Senioren und in 801 Haushaltungen lebten keine Senioren.
Einwohnerentwicklung
- 1585: 47 Haushaltungen[2]
- 1747: 67 Haushaltungen[2]

| Gensungen: Einwohnerzahlen von 1834 bis 2020 | Gensungen: Einwohnerzahlen von 1834 bis 2020 | Gensungen: Einwohnerzahlen von 1834 bis 2020 | Gensungen: Einwohnerzahlen von 1834 bis 2020 | Gensungen: Einwohnerzahlen von 1834 bis 2020 |
| --- | -------------------------------------------- | -------------------------------------------- | -------------------------------------------- | -------------------------------------------- |
| Jahr |                                              |                                              |                                              | Einwohner                                    |
| 1834 | 1834                                         |                                              | 805                                          | 805                                          |
| 1840 | 1840                                         |                                              | 838                                          | 838                                          |
| 1846 | 1846                                         |                                              | 843                                          | 843                                          |
| 1852 | 1852                                         |                                              | 879                                          | 879                                          |
| 1858 | 1858                                         |                                              | 793                                          | 793                                          |
| 1864 | 1864                                         |                                              | 867                                          | 867                                          |
| 1871 | 1871                                         |                                              | 826                                          | 826                                          |
| 1875 | 1875                                         |                                              | 795                                          | 795                                          |
| 1885 | 1885                                         |                                              | 832                                          | 832                                          |
| 1895 | 1895                                         |                                              | 866                                          | 866                                          |
| 1905 | 1905                                         |                                              | 1.162                                        | 1.162                                        |
| 1910 | 1910                                         |                                              | 1.243                                        | 1.243                                        |
| 1925 | 1925                                         |                                              | 1.413                                        | 1.413                                        |
| 1939 | 1939                                         |                                              | 1.720                                        | 1.720                                        |
| 1946 | 1946                                         |                                              | 2.585                                        | 2.585                                        |
| 1950 | 1950                                         |                                              | 2.631                                        | 2.631                                        |
| 1956 | 1956                                         |                                              | 2.445                                        | 2.445                                        |
| 1961 | 1961                                         |                                              | 2.527                                        | 2.527                                        |
| 1967 | 1967                                         |                                              | 2.736                                        | 2.736                                        |
| 1980 | 1980                                         |                                              | ?                                            | ?                                            |
| 1990 | 1990                                         |                                              | ?                                            | ?                                            |
| 2000 | 2000                                         |                                              | ?                                            | ?                                            |
| 2007 | 2007                                         |                                              | 3.099                                        | 3.099                                        |
| 2011 | 2011                                         |                                              | 2.943                                        | 2.943                                        |
| 2020 | 2020                                         |                                              | 3.147                                        | 3.147                                        |
| Datenquelle: Historisches Gemeindeverzeichnis für Hessen: Die Bevölkerung der Gemeinden 1834 bis 1967. Wiesbaden: Hessisches Statistisches Landesamt, 1968. Weitere Quellen: Stadt Felsberg:; Zensus 2011 |                                              |                                              |                                              |                                              |

Historische Religionszugehörigkeit
| • 1885: | 477 evangelische (= 94,78 %), ein katholischer (= 0,13 %), 40 jüdische (= 5,10 %) Einwohner |
| • 1961: | 2112 evangelische (= 83,58 %), 351 katholische (= 13,89 %) Einwohner                        |

## Politik

### Ortsbeirat
Für Gensungen besteht ein Ortsbezirk (Gebiet der ehemaligen Gemeinde Gensungen) mit Ortsbeirat und Ortsvorsteher nach der Hessischen Gemeindeordnung.
Der Ortsbeirat besteht aus neuen Mitgliedern. Bei den Kommunalwahlen in Hessen 2021 wurden nur acht Sitze vergeben und die Wahlbeteiligung zum Ortsbeirat betrug 49,91 %. Es erhielten die SPD mit 46,09 % der Stimmen vier Sitze, die FDP mit 14,46 % einen Sitz und die CDU mit 39,45 % drei Sitze. Der Ortsbeirat wählte Heidi Folwerk (SPD) zur Ortsvorsteherin.

### Wappen und Flagge
Wappen
Nach Kabinettsbeschluss vom 1. Oktober 1947 wurde der Gemeinde vom Hessischen Staatsministerium das Recht zur Führung eines Wappens verliehen.
Flagge
Die Flagge der inzwischen aufgelösten Gemeinde Gensungen wurde am 3. April 1969 durch das Hessische Innenministerium genehmigt:
„Die von schmalen goldenen Seitenstreifen eingefasste breite rote Mittelbahn der Flagge zeigt im oberen Drittel das Wappen der Gemeinde Gensungen.“

## Sehenswürdigkeiten
- Kartause Eppenberg ist eine Klosterruine, im ehemaligen Torhaus des Klosters befindet sich ein sehenswertes Bienenkundemuseum
- Weitläufige Ruine der Burg Heiligenburg
- Gutshof der Domäne Mittelhof
- Ehrenmal (Basalthügel mit schöner Aussicht) am Ortsrand, unterhalb des Heiligenbergs
- Himmelskirche
- Museum Gensungen (Museum für Vor- und Frühgeschichte und Volkskundliche Sammlung im Tagelöhnerhaus)

## Verkehr
Der Haltepunkt Felsberg-Gensungen liegt an der Main-Weser-Bahn (Kassel–Frankfurt). Das Empfangsgebäude von 1849 stammt von Julius Eugen Ruhl.
| Linie     | Verlauf | Takt                                     | Betreiber        |
| --------- | --- | ---------------------------------------- | ---------------- |
| RB38      | Kassel Hbf – Kassel-Wilhelmshöhe – Kassel-Oberzwehren – Baunatal-Rengershausen – Baunatal-Guntershausen – Edermünde-Grifte – Felsberg-Wolfershausen – Felsberg-Altenbrunslar – Felsberg-Gensungen – Wabern (Bz Kassel) – Singlis – Borken (Hess) – Zimmersrode – Schlierbach (Kr Schwalm-Eder) – Treysa Stand: Fahrplanwechsel Dezember 2021 | einzelne Fahrten zur HVZ                 | DB Kurhessenbahn |
| RB39 RE39 | Kassel Hbf – Kassel-Wilhelmshöhe – (Kassel-Oberzwehren – Baunatal-Rengershausen – Baunatal-Guntershausen – Edermünde-Grifte – Felsberg-Wolfershausen – Felsberg-Altenbrunslar –) (nur RB39) Felsberg-Gensungen – Wabern (Bz Kassel) – Zennern – Fritzlar – Ungedanken – Mandern – Wega – Bad Wildungen Stand: Fahrplanwechsel Dezember 2024 | 60 min (wochentags) 120 min (Wochenende) | DB Kurhessenbahn |
| RE98      | Main-Sieg-Express: Kassel Hbf – Kassel-Wilhelmshöhe – Baunatal-Guntershausen – Edermünde-Grifte – Felsberg-Wolfershausen – Felsberg-Altenbrunslar – Felsberg-Gensungen – Wabern (Bz Kassel) – Singlis – Borken (Hess) – Zimmersrode – Schlierbach (Kr Schwalm-Eder) – Treysa – Schwalmstadt-Wiera – Neustadt (Kr Marburg) – Stadtallendorf – Kirchhain (Bz Kassel) – Marburg (Lahn) – Gießen – Friedberg (Hess) – Frankfurt (Main) West (einzelne Züge im Berufsverkehr) – Frankfurt (Main) Hbf Gießen – Frankfurt vereinigt mit RE 99 von Siegen Stand: Fahrplanwechsel Dezember 2021 | 120 min                                  | HLB Hessenbahn   |

## Söhne des Ortes
- Walter B. Loewenstein (1926–2018), Physiker, 1938 in die Vereinigten Staaten emigriert
- Hans Goldschmidt (1930–2004), Fechter, 1938 in die USA emigriert. Als Harold Goldsmith Teilnehmer der US-Olympiamannschaft 1952, 1956, 1960.
- Burkhart Prinz (1939–2014), Handballspieler und -trainer
- Joachim Smola (* 1961), Brigadegeneral und Angehöriger des Bundesnachrichtendienstes